# Martin Eisend
Martin Eisend (* 14. September 1968 in Auerbach in der Oberpfalz) ist ein deutscher Wirtschaftswissenschaftler. Er ist Professor für Marketing an der Europa-Universität Viadrina in Frankfurt (Oder).

## Leben und Werdegang
Eisend studierte in den Jahren 1994 bis 2000 Kommunikationswissenschaften und Betriebswirtschaftslehre an der Freien Universität Berlin und der Fernuniversität Hagen. Nach dem Magisterabschluss war er von 2000 bis 2004 wissenschaftlicher Mitarbeiter am Lehrstuhl für Marketing an der Freien Universität Berlin. 2003 wurde er promoviert. Von 2004 bis 2007 war er Juniorprofessor für Marketing, insbesondere Marktkommunikation an der Freien Universität Berlin. 2007 erhielt er den Ruf auf den Lehrstuhl für Marketing an der Europa-Universität Viadrina, wo er seitdem tätig ist. Von 2014 bis 2018 war er Studiendekan der wirtschaftswissenschaftlichen Fakultät und seit 2019 ist er Vizepräsident für Forschung, Wissenschaftlichen Nachwuchs und Transfer an der Europa-Universität Viadrina.
Seit 2017 leitet er das Center for Market Communications. Er war Präsident der European Advertising Academy.
Martin Eisend lebt mit Ehemann und zwei Kindern in Berlin.

## Auszeichnungen (Auswahl)
Beim Ranking der Wirtschaftswoche 2020, das die Forschungsleistung von mehr als 3000 Forschenden der Betriebswirtschaft in Deutschland, Österreich und der Schweiz an der Qualität ihrer Publikationen analysiert, erreichte er Platz 13 aufgrund der aktuellen Forschungsleistung und Platz 19 für sein Lebenswerk. Die Platzierungen für die aktuelle Forschungsleistung in den Rankings der vorausgegangenen Jahre waren in 2019 Platz 8 und in 2014 Platz 14.

## Veröffentlichungen (Auswahl)

### Zeitschriften
- Bergkvist, Lars & Martin Eisend (2021), The Dynamic Nature of Marketing Constructs, Journal of the Academy of Marketing Science.[9]
- Eisend, Martin & Erik Hermann (2020), Sexual Orientation and Consumption: Why and When Do Homosexuals and Heterosexuals Consume Differently?, International Journal of Research in Marketing, 37 (4), 678–696.[10]
- Okazaki, Shintaro, Martin Eisend, Kirk Plangger, Ko de Ruyter & Dhruv Grewal (2020), Understanding the Strategic Consequences of Customer Privacy Concerns: A Meta-Analytic Review, Journal of Retailing, 96 (4), 458–473.[11]
- Rosengren, Sara, Martin Eisend, Scott Koslow, & Micael Dahlén (2020), A Meta-Analysis of When and How Advertising Creativity Works, Journal of Marketing, 84 (6), 39–56.[12]
- Eisend, Martin (2019), Gender Roles, Journal of Advertising, 48 (1), 72–80.[13]
- Eisend, Martin & Erik Hermann (2019), Consumer Responses to Homosexual Imagery in Ad-vertising: A Meta-analysis, Journal of Advertising, 48 (4), 380–400.[14]
- Eisend, Martin (2019), Explaining Digital Piracy: A Meta-Analysis, Information Systems Research, 30 (2), 636–664.[15]
- Eisend, Martin (2015), Have We Progressed Marketing Knowledge? A Meta-Meta-Analysis of Effect Sizes in Marketing Research, Journal of Marketing, 79 (May), 23–40.[16]
- Schmidt, Susanne & Martin Eisend (2015), Advertising Repetition – A Meta-Analysis on Effective Frequency in Advertising, Journal of Advertising, 44 (4), 415–428.[17]
- Eisend, Martin & Farid Tarrahi (2014), Meta-Analysis Selection Bias in Marketing Research, International Journal of Research in Marketing, 31 (3), 317–326.[18]
- Eisend, Martin & Franziska Küster (2011) The Effectiveness of Publicity Versus Advertising: A Meta-Analytic Investigation of Its Moderators, Journal of the Academy of Marketing Science, 39 (6), 906–921.[19]
- Eisend, Martin (2010), A Meta-Analysis of Gender Roles in Advertising, Journal of the Academy of Marketing Science, 38 (4), 418–440.[20]
- Eisend, Martin (2009), A Meta-Analysis of Humor in Advertising, Journal of the Academy of Marketing Science, 37 (2), 191–203.[21]
- Eisend, Martin (2006), Two-sided Advertising: A Meta-Analysis, International Journal of Research in Marketing, 23 (2), 187–198.[22]

### Bücher
- Eisend, Martin & Alfred Kuß, Grundlagen empirischer Forschung. Zur Methodologie der Betriebswirtschaftslehre, 2. Aufl., Wiesbaden: Springer-Gabler 2021, ISBN 978-3-658-32889-4
- Eisend, Martin, Metaanalyse, 2. Aufl., München: Rainer Hampp 2020, ISBN 978-3-95710-267-6
- Eisend, Martin & Alfred Kuß, Research Methodology in Marketing. Theory Development, Empirical Approaches and Philosophy of Science Considerations, Cham: Springer Nature 2019, ISBN 978-3-030-10794-9